# Lithobates neovolcanicus
Espèce
Synonymes
- Rana neovolcanica Hillis & Frost, 1985

Statut de conservation UICN

 NT  : Quasi menacé
Lithobates neovolcanicus est une espèce d'amphibiens de la famille des Ranidae.

## Répartition
Cette espèce est endémique du centre du Mexique. Elle se rencontre entre 1 500 et 2 500 m d'altitude :
- dans l'État de Jalisco ;
- dans l'État de Michoacán ;
- dans l'État de Guanajuato ;
- dans l'État de Zacatecas ;
- dans l'État de Mexico.

## Publication originale
- Hillis & Frost, 1985 : Three new species of leopard frogs (Rana pipiens complex) from the Mexican Plateau. Occasional Papers of the Museum of Natural History, University of Kansas, vol. 117, p. 1-14 (texte intégral).